# Gran Premio Industria e Commercio di Prato 2011
Il Gran Premio Industria e Commercio di Prato 2011, sessantaseiesima edizione della corsa e valida come evento dell'UCI Europe Tour 2011, si svolse il 18 settembre 2011, per un percorso totale di 178,6 km. Fu vinto dallo slovacco Peter Sagan che giunse al traguardo con il tempo di 4h09'43" alla media di 42,91 km/h.
Partenza con 128 ciclisti, dei quali 70 portarono a termine il percorso.

## Ordine d'arrivo (Top 10)
| Pos. | Corridore        | Squadra       | Tempo    |
| ---- | ---------------- | ------------- | -------- |
| 1    | Peter Sagan      | Liquigas      | 4h09'43" |
| 2    | Luca Paolini     | Katusha       | s.t.     |
| 3    | Matteo Montaguti | AG2R La Mond. | a 4"     |
| 4    | Maxime Bouet     | AG2R La Mond. | a 10"    |
| 5    | Oscar Gatto      | Farnese Vini  | a 12"    |
| 6    | Manuel Belletti  | Colnago       | s.t.     |
| 7    | Daniele Colli    | Geox-TMC      | s.t.     |
| 8    | Nicolas Roche    | AG2R La Mond. | s.t.     |
| 9    | Fabio Taborre    | Acqua & Sap.  | s.t.     |
| 10   | Daniele Bennati  | Leopard-Trek  | s.t.     |